# Good Life: The Best of Pete Rock & CL Smooth
Good Life: The Best of Pete Rock & CL Smooth – składanka amerykańskiego duetu hip-hopowego Pete Rock & CL Smooth

## Lista utworów
1. Lots Of Lovin - 4:46
2. Straighten It Out - 4:13
3. Anger In The Nation  - 5:33
4. They Reminisce Over You (T.R.O.Y.) – 4:46
5. Skinz - 4:15
6. Take You There- 4:45
7. The Creator - 4:44
8. Mecca & The Soul Brother - 5:59
9. It's Not A Game - 4:22
10. I Got A Love - 5:11
11. All The Places - 5:41
12. Searching - 5:06
13. Good Life - 3:53
14. One In A Million -4:04
15. Death Becomes You - 4:13
16. Take Your Time - 4:31